# Jalostotitlán
Jalostotitlán là một đô thị thuộc bang Jalisco, México. Năm 2005, dân số của đô thị này là 28462 người.